# Stefan Kunicki
Stefan Kunicki herbu Sas II (ur. ok. 1640, zm. 1684) – hetman Ukrainy Prawobrzeżnej (1683–1684) oraz szlachcic I Rzeczypospolitej.

## Życiorys
Na zalecenie hetmana zaporoskiego Michała Chanenki, 25 lutego 1673 otrzymał nobilitację i przyjęty został w poczet szlachty polskiej, a do herbu Sas przyjął go Aleksander Kłodnicki podstoli racławicki, dworzanin pokojowy, rotmistrz nadwornej chorągwi kozackiej.
24 sierpnia 1683 roku, miesiąc po tym, jak rada prawobrzeżnych kozaków zwróciła się do polskiego króla o opiekę, Stefan Kunicki został wyznaczony przez Jana III Sobieskiego hetmanem prawobrzeżnego wojska zaporoskiego. Pod koniec tego samego roku Kunicki powiódł 5-tysięczne wojsko na wyprawę przez mołdawskie ziemie do budziackich i białogrodzkich stepów. Kozacy uwolnili prawie całe Prawobrzeże od Turków i zadali porażkę Tatarom, ale na początku 1684 roku sami zostali rozbici w Mołdawii. 
W odwrocie z wyprawy mołdawskiej Kunicki zostawił wojsko kozackie pod dowództwem Andrzeja Mohyły, sam zaś zbiegł. Po szczęśliwej obronie taboru atamanem obwołano Mohyłę, a Kunicki został zamordowany przez dawnych towarzyszy.